# Campeonato Europeo de Ciclismo en Pista de 2028
El XIX Campeonato Europeo de Ciclismo en Pista se celebrará en Heusden-Zolder (Bélgica) en el año 2028 bajo la organización de la Unión Europea de Ciclismo (UEC) y la Federación Belga de Ciclismo.
Las competiciones se realizarán en el Velódromo de Limburgo Heusden-Zolder. Serán disputadas 22 pruebas, 11 masculinas y 11 femeninas.